# Županijska cesta Ž4035
Ž4035, asfaltirana županijska cesta u sjeverozapadnoj Baranji u smjeru jug-sjever koja spaja državnu cestu D517 i naselje Šumarinu, dugačka 1 km. Od državne ceste D517 odvaja se nadesno na izlazu iz Belog Manastira prema Širinama i Petlovcu, odmah iza benzinske pumpe i križa. U Šumarini cesta završava trokrakim križanjem iz koga vodi (pravo kroz naselje, a onda nalijevo) lokalna cesta L44006 (Šumarina /Ž4035/ - Luč /Ž4034/), dok nadesno vodi lokalna cesta L44008 (Šumarina /Ž4035/ - Šećerana - Ž4036).
Pred ulazom u Šumarinu županijska cesta Ž4035 premošćuje kanal Malu Karašicu, nakon nezgodne dvostruke krivine s nizbrdicom, na kojoj su se događale prometne nezgode. Ta županijska cesta, skupa s lokalnom cestom L44008 i županijskom cestom Ž4036, služi kao sjeverozapadna obilaznica Belog Manastira jer povezuje državne ceste D517 u smjeru od Belišća) i D7 između Belog Manastira i Branjinog Vrha (u smjeru mađarske granice).